# 구글 패밀리 링크
구글 패밀리 링크(부모용 자녀보호기능, 약칭: 패링)는 구글 LLC가 개발한 자녀 보호 애플리케이션이다.
부모의 기기와 자녀의 기기를 연결하여 부모가 자녀의 기기 사용을 제한할 수 있으며, 사용 현황이나 사용 시간 등을 확인할 수 있다. 그리고 부모의 기기에서 자녀 기기에 다운로드되어 있는 애플리케이션을 사용 중지하여 자녀의 기기에서 사용 불가하게 만들 수 있다. 또한, 취침시간과 시간제한이 있어 부모가 지정한 취침시간과 시간제한이 되면 기기가 잠기게 된다. 스마트폰이 잠겨 있으면 설정창을 열 수 없다. 긴급전화만 사용할 수 있다.
만 14세 이상으로 설정된 구글 계정의 사용 연령을 만 14세 미만으로 변경하면 구글 계정 액세스가 거부되며 이 앱이 사용될 수 있다는 안내와 14세 이상을 인증할 수 있는 신분증 촬영, 계정 삭제 기능이 있다.

## 역사
이 서비스는 2017년 3월에 대중에게 처음 공개되었다. 구글 I/O 2019에서 구글은 안드로이드 10에 패밀리 링크를 네이티브로 포함한다고 발표했다. 패밀리 링크는 현재 미국, 호주, 일본, 대한민국을 포함한 38개국에서 이용 가능하다.
2019년에 앱은 콘텐츠 제한, GPS 위치 찾기, 그리고 취침시간 스마트폰 사용 제한 기능을 추가했다.

## 기능

이전 로고(부모용 앱 아이콘)

현재 로고(자녀용 앱 아이콘)

패밀리 링크로 자녀를 관리하는 부모들은 앱을 통해 자녀의 기기 사용시간 한도와 취침시간을 관리할 수 있다. 한도를 모두 소진하거나 취침시간 도달시 항상 허용된 앱을 제외하고는 사용이 불가능해지며 취침시간의 경우는 전화만 이용 가능해진다. 또한 GPS를 통해 자녀의 휴대전화의 위치를 확인하고 플레이 스토어에서 앱 다운로드와 웹 사이트 및 애플리케이션 등 다양한 콘텐츠를 제한하는 콘텐츠를 포함하고 있다.

## 비판
패밀리링크와 같은 자녀보호 앱은 어린이의 사생활을 침해하고 대한민국 헌법에 명시된 자유권, 유엔아동권리협약 16조를 위반한다는 비판을 받고 있다.
아무 앱을 실행하지 않고 홈 화면만 켜 놓아도 사용 시간이 기록된다는 문제가 있다.

## 같이 보기
- 스마트보안관
- 엑스키퍼
- ZEM
- 모바일펜스
- 구글 LLC